# Juste pour me souvenir
Singles de Nolwenn Leroy
Moonlight Shadow
(2011) Sixième continent
(2013)
Pistes de Ô filles de l'eau
Davy Jones (version française) Ophélia
Juste pour me souvenir est le dix-huitième single de la chanteuse Nolwenn Leroy et le premier single de son cinquième album studio, Ô filles de l'eau. Sorti le 22 octobre 2012, le titre a été co-écrit par Nolwenn Leroy elle-même, le chanteur Ycare ainsi que Dave Bux (alias Davide Esposito ). Le clip vidéo a été tourné au Yaudet de Ploulec'h et l'extrait de la chanson qui a servi de trailer pour l'album à Perros-Guirec en Bretagne.

## Classement par pays
| Classement (2012)                       | Meilleure position |
| --------------------------------------- | ------------------ |
| Belgique (Wallonie Ultratop 50 Singles) | 13                 |
| France (SNEP)                           | 43                 |